# NGC 1364
NGC 1364 (другое обозначение — PGC 13253) — спиральная галактика в созвездии Эридан. Открыта Фрэнком Муллером в 1886 году. Описание Дрейера: «очень тусклый, маленький, немного вытянутый объект, северо-восточный из двух», под вторым объектом подразумевается NGC 1363. Муллер использовал 26" рефрактор в обсерватории Маккормика (Leander McCormick Observatory) и открыл объект во время наблюдения NGC 1363.
Этот объект входит в число перечисленных в оригинальной редакции «Нового общего каталога».